# Le Lorrain (journal)
Pour les articles homonymes, voir Lorrain (homonymie).
Le Lorrain est un quotidien catholique fondé par l’abbé Jean-Baptiste Jacques à la fin du XIXe siècle.

## Histoire
Le journal succède au Vœu National, édité du 1-2 juin 1848 au 29 juin 1883. Il commence à paraître à partir du 1er juillet 1883, animé par les chanoines Henri-Dominique Collin et Charles Ritz.
Durant la Première guerre mondiale, le journal est interdit et l'ensemble des collaborateurs arrêté, à l'exception de ceux exilés comme Henri Collin. En 1918, le journal est refondé avec l'aide de Nicolas Houpert et les deux premiers fondateurs.
Un dernier numéro est publié le 14 juin 1940, avant que le journal ne se replie à Riom en zone libre.
Fin septembre, l’abbé Annéser, curé de Boulange, est autorisé par Georges Portmann à y rééditer le quotidien sous le nom Trait d’Union des Réfugiés de l’Est avec pour sous-titre Le Lorrain (numéros 1 "22 février 1941" à 135 "25 septembre 1943" ; parution le samedi). Il est tiré sur les presses du quotidien clermontois La Montagne à partir du 22 février 1941, et se voit interdit par le régime de Vichy le 23 septembre 1943.
Il reparait à la Libération le 7 octobre 1944 (en réalité, le journal reprend au numéro 136, le 30 septembre 1944 après un an d'absence et durera jusqu'au numéro 170, le 26 mai 1945). La publication s’arrête le 26 mai 1945 avec le retour des réfugiés en Lorraine.